# Pustynny Jastrząb
Pustynny Jastrząb (org. Desert Hawk lub Desert Kickboxer) – amerykański film akcji z 1992 roku w reż. Isaaca Florentine.

## Opis fabuły
Joe Nighthawk to były funkcjonariusz policji który żyje samotnie w przyczepie campingowej na pograniczu meksykańsko-amerykańskim. Odszedł z policji na skutek traumy – jako kick-boxer podczas jednej z walk zabił swojego przeciwnika. Utrzymuje się ze współpracy z miejscową policją reprezentowaną przez szeryfa Larry'ego, dzięki znajomości sztuk walki i umiejętności przetrwania na pustyni (co zawdzięcza swojemu indiańskiemu pochodzeniu) tropi przemytników narkotyków. Po kolejnym aresztowaniu postanawia się wycofać. Jednak za namową szeryfa zgadza się wziąć udział w ostatniej akcji, w której stawką jest spora nagroda wyznaczona przez FBI. Jego zadaniem jest odnalezienie byłej księgowej meksykańskiego gangstera "Santosa" imieniem Claudia i jej brata Anthony'ego, za którą mafioso również wyznaczył sporą nagrodę pieniężną. Kobieta ta podejmując pracę nic nie wiedziała o przestępczej działalności "Santosa", oficjalnie występującego jako hodowca koni. Gdy się zorientowała w prawdziwym charakterze biznesu jej pracodawcy przelała z jego szwajcarskiego konta 20 mln dolarów na własne konto i wraz z bratem uciekła przez pustynię do USA. Joe bez trudu odnajduje dwoje uciekinierów i ratuje im życie przed zbirami "Santosa" oraz pustynnymi bandytami, których przywódca usiłuje zgwałcić Claudię i ciężko rani Anthony'ego. Obydwoje odprowadza do swojej przyczepy, która jak mu się wydaje jest bezpiecznym azylem dla uciekinierów. Claudia jest bardzo urodziwą kobietą i szybko pomiędzy nią a Joem rodzi się poważne uczucie. Jednak szeryf Larry okazuje się być zdrajcą i człowiekiem opłacanym przez Santosa – wszystkie dokonane przez niego aresztowania przemytników były niczym innym jak eliminacją narkotykowej konkurencji "Santosa". Larry sprowadza Santosa i jego zbirów do przyczepy Joego i wydaje go wraz z Claudią i jej bratem w ręce prześladowców. Claudia zostaje uprowadzona – Santos chce za wszelką cenę odzyskać swoje 20 mln – ginie z jego ręki jej brat a sam Joe zostaje postrzelony w głowę. Santos przekonany o jego śmierci finguje wypadek podpalając przyczepę i odkręcając kurki w butlach z gazem. Jednak Joe żyje i udaje mu się wydostać z pułapki. Pałając żądzą zemsty, a przede wszystkim chęcią odzyskania ukochanej, Joe przechwytuje w zasadzce radiowóz szeryfa wraz z przewożoną w bagażniku partią narkotyków i terroryzując policjanta składa za jego pośrednictwem propozycję "Santosowi" wymiany – dziewczyna w zamian za przejęte narkotyki. "Santos" zgadza się i wraz z obstawą przybywa na miejsce wymiany. Tu dochodzi do pojedynku pomiędzy Joem a Santosem i jego gorylami. Joe, dzięki perfekcyjnej umiejętności sztuki walki i posługiwania się bronią białą, wychodzi ze starcia zwycięsko, zabijając wszystkich przeciwników i odzyskując ukochaną.

## Obsada aktorska
- John Newton – Joe Highhawk
- Judie Aronson – Claudia Valenti
- Paul L. Smith – "Santos"
- Sam DeFrancisco – Anthony Valenti
- Biff Manard – szeryf Larry
- David Correia – Jorge
- Robert O'Reilly – Bob, gangster Santosa
- Michael M. Foley – Bruno, gangster Santosa (mistrz sztuk walki)

i inni.